# Dvojjazyčnost Horního Slezska

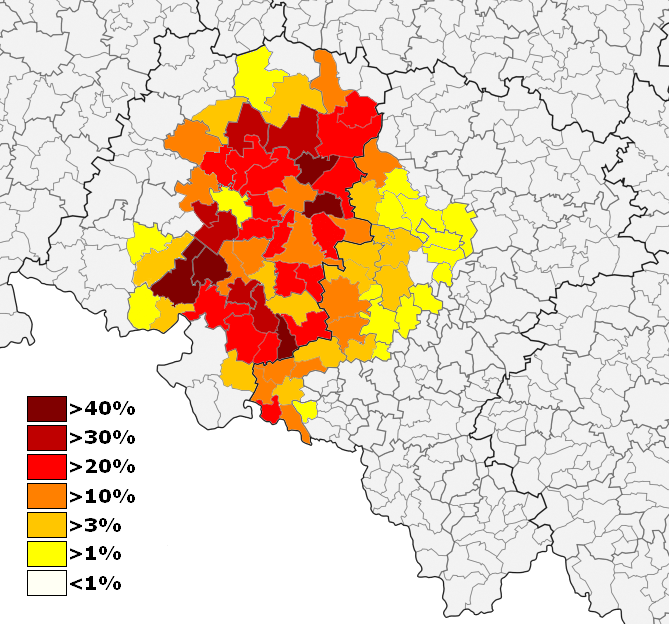
Kartogram znázorňující podíl německého obyvatelstva v polském Horním Slezsku (tučnější okraje správních krajů nejsou shodné s Horním Slezskem, neboť zahrnují navíc některé polské okresy a nepočítají české Horní Slezsko)

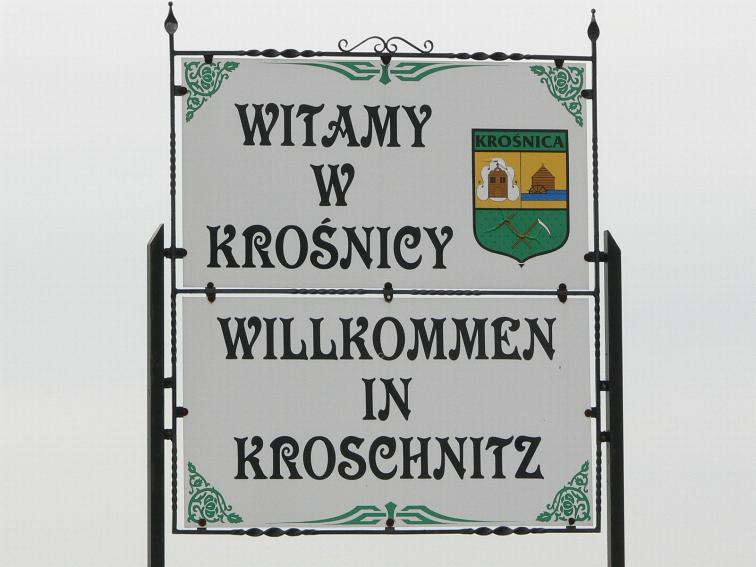
„Vítejte v Krosnici“ (v polské a německé verzi)

Dvojjazyčné území v Horním Slezsku je největší oficiální území s německým jazykem ve „východní Evropě“. Němci z Horního Slezska mají i svůj vlastní německý dialekt slezskou němčinu, která se řadí mezi tzv. ostmitteldeutschen Dialekte, tedy dialekty středovýchodního německého dialektu. Počet příslušníků německé menšiny v Horním Slezsku (asi 92 % Němců z celého Polska)[zdroj?] je oproti svým historickým počtům velmi nízký. Před i během druhé světové války tvořili Němci na většině území Horního Slezska národnostní většinu.

## Legální status

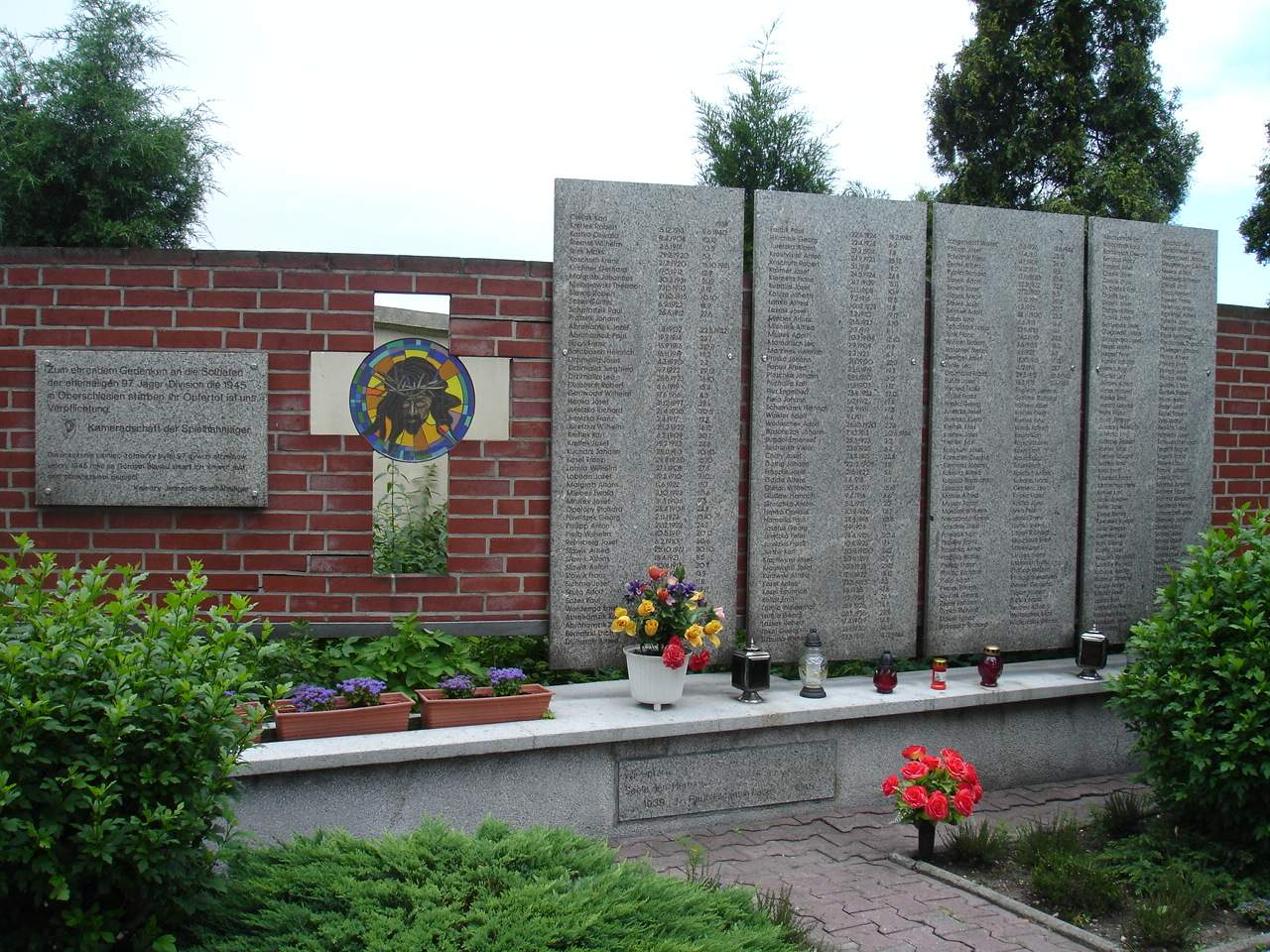
Památník německým vojákům padlým ve druhé světové válce

Zákon o zavedení menšinových jazyků jako druhého úředního jazyka na místní úrovni (tzv. pomocný jazyk) vstoupil v Polsku v platnost teprve 6. ledna 2005. Menšinové jazyky mohou být zavedeny jako pomocný jazyk v komunitách, ve kterých je podíl určité menšiny alespoň 20 procent z celkové populace. Před zavedením daného „pomocného“ jazyka musí být tento nejprve zapsán v úředním registru. Jakmile je jazyk zapsán stává se daná obec oficiálně dvojjazyčná.[zdroj?]

V České republice je dán limit mírnější, a to 10 procent. V českém Horním Slezsku není doposud žádné město ani vesnice, která by měla německou dvojjazyčnost. Tento fakt zapříčinily Benešovy dekrety. Ovšem i v českém Horním Slezsku existuje určitá komunita Němců, o kterých společnost de facto do roku 1989 nic nevěděla a tato neinformovanost ve společnosti stále zůstává. Tato německá komunita má své centrum na Hlučínsku, kde asi nejvýznamnější město pro komunitu jsou Bolatice (4 382 obyvatel) se 4,4 procenty německé populace a 5,3 procenty slezské populace. 

## Seznam německých měst a vesnic vHorním Slezsku[zdroj?]
(údaje z roku 2010)

### Gemeinde Chronstau/Gmina Chrząstowice(okres Opolí)
Oficiální dvojjazyčnost od 20. května 2008:
- Chronstau/Chrząstowice
- Danietz/Daniec
- Dembio/Dębie
- Dembiohammer/Dębska Kuźnia
- Derschau/Suchy Bór
- Dombrowitz/Dąbrowice
- Fallmirowitz/Falmirowice
- Lendzin/Lędziny
- Tempelhof/Niwki

### Gemeinde Colonnowska/Gmina Kolonowskie(okres Strzelce)
Oficiální dvojjazyčnost od 14. listopadu 2008:
- Carmerau/Spórok
- Colonnowska/Kolonowskie
- Groß Stanisch/Staniszcze Wielkie
- Klein Stanisch/Staniszcze Małe

### Gemeinde Comprachtschütz/Gmina Komprachcice(okres Opolí)
Oficiální dvojjazyčnost od 1. prosince 2009:
- Bowallno/Wawelno
- Comprachtschütz/Komprachcice
- Dometzko/Domecko
- Dziekanstwo/Dziekaństwo
- Ochotz/Ochodze
- Polnisch Neudorf/Polska Nowa Wieś
- Rothhaus/Osiny
- Simsdorf/Pucnik
- Zirkowitz/Zerkowice

### Gemeinde Czissek/Gmina Cisek(okres Kandřín-Kozlí)
Oficiální dvojjazyčnost od 11. října 2007:
- Blaseowitz/Błażejowice
- Czissek/Cisek
- Dzielnitz/Dzielnica
- Kobelwitz/Kobylice
- Landsmierz/Landzmierz
- Lohnau/Łany
- Mistitz/Miejsce Odrzańskie
- Niesnaschin/Nieznaszyn
- Podlesch/Podlesie
- Przewos/Przewóz
- Roschowitzdorf/Roszowice
- Roschowitzwald/Roszowicki Las
- Stöblau/Steblów
- Suckowitz/Sukowice

### Gemeinde Groß Döbern/Gmina Dobrzeń Wielki(okres Opolí)
Oficiální dvojjazyčnost od 1. prosince2009:
- Groß Döbern/Dobrzeń Wielki
- Borrek/Borki
- Finkenstein/Brzezie
- Chrosczütz/Chróścice
- Czarnowanz/Czarnowąsy
- Klein Döbern/Dobrzeń Mały
- Krzanowitz/Krzanowice
- Kupp/Kup
- Horst/Świerkle

### Gemeinde Gogolin/Gmina Gogolin(okres Krapkowice)
Oficiální dvojjazyčnost od 30. dubna 2010:
- Chorulla/Chorula
- Dombrowka/Dąbrówka
- Goradze/Górażdże
- Gross Stein/Kamień Śląski
- Klein Stein/Kamionek
- Malnie/Malnia
- Oberwitz/Obrowiec
- Oderwanz/Odrowąż
- Sakrau/Zakrzów

### Gemeinde Guttentag/Gmina Dobrodzień(okres Olesno)
Oficiální dvojjazyčnost od 4. července 2008:
- Blachow/Błachów
- Bonken/Bąki
- Bzinitz/Bzinica Stara
- Bziunkau/Bzionków
- Charlottenthal/Klekotna
- Dombrowitze/Dąbrowica
- Ellguth Guttentag/Ligota Dobrodzieńska
- Glowtschütz/Główczyce
- Goslawitz/Gosławice
- Guttentag/Dobrodzień
- Heine/Kolejka
- Kotzuren/Kocury
- Lisczok/Liszczok
- Makowtschütz/Makowczyce
- Malchow/Malichów
- Mischline/Myślina
- Petershof/Pietraszów
- Pluder/Pludry
- Rendzin/Rędzina
- Rzendowitz/Rzędowice
- Schemrowitz/Szemrowice
- Thursy/Turza
- Warlow/Warłów
- Wilhelmshort/Bzinica Nowa
- Zwoss/Zwóz

### Gemeinde Himmelwitz/Gmina Jemielnica(okres Strzelce)
14. listopadu 2008:
- Gonschiorowitz/Gąsiorowice
- Himmelwitz/Jemielnica
- Lasisk/Łaziska
- Liebenhain/Barut (Jemielnica)
- Petersgrätz/Piotrówka
- Wierschlesche/Wierchlesie

### Gemeinde Klein Strehlitz/Gmina Strzeleczki(okres Krapkowice)
Oficiální dvojjazyčnost od 24. listopadu 2008:
- Buhlau/Buława
- Dobrau/Dobra
- Klein Strehlitz/Strzeleczki
- Komornik/Komorniki
- Kopaline/Kopalina
- Kujau/Kujawy
- Lobkowitz/Łowkowice
- Lorenzdorf/Wawrzyńcowice
- Moschen/Moszna
- Neubude/Nowy Bud
- Neumühle/Nowy Młyn
- Pechhütte/Smolarnia
- Rasselwitz/Racławiczki
- Schiegau/Ścigów
- Schreibersdorf/Pisarzowice
- Sedschütz/Dziedzice
- Servitut/Serwitut
- Ursulanowitz/Urszulanowice
- Zellin/Zielina

### Gemeinde Kranowitz/Gmina Krzanowice(okres Ratiboř)
Oficiální dvojjazyčnost od 19. listopadu 2008:
- Bojanow/Bojanów
- Borutin/Borucin
- Klein Peterwitz/Pietraszyn
- Kranowitz/Krzanowice

Oficiální dvojjazyčnost od 1. prosince 2009:
- Woinowitz/Wojnowice

### Gemeinde Leschnitz/Gmina Leśnica(okres Strzelce)
Oficiální dvojjazyčnost od 11. dubna 2008:
- Dollna/Dolna
- Kadlubietz/Kadłubiec
- Krassowa/Krasowa
- Lenkau/Łąki Kozielskie
- Leschnitz/Leśnica
- Lichinia/Lichynia
- Poremba/Poręba
- Raschowa/Raszowa
- Salesche/Zalesie Śląskie
- Sankt Annaberg/Góra Świętej Anny
- Scharnosin/Czarnocin
- Wyssoka/Wysoka

### Gemeinde Lugnian/Gmina Łubniany(okres Opolí)
Oficiální dvojjazyčnost od 30. dubna 2010:
- Biadacz/Biadacz
- Brinnitz/Brynica
- Heinrichsfelde/Grabie
- Jellowa/Jełowa
- Kempa/Kępa
- Kobyllno/Kobylno
- Kollanowitz/Kolanowice
- Luboschütz/Luboszyce
- Lugnian/Łubniany
- Lugnian Dombrowka/Dąbrówka Łubniańska
- Massow/Masów

### Gemeinde Murow/Gmina Murów(okres Opolí)
Oficiální dvojjazyčnost od 31. března 2009:
- Alt Budkowitz/Stare Budkowice
- Dambinietz/Dębiniec
- Friedrichsthal/Zagwiździe
- Georgenwerk/Bukowo
- Morczinek/Morcinek
- Murow/Murów
- Neu Budkowitz/Nowe Budkowice
- Neuwedel/Święciny
- Plümkenau/Radomierowice
- Podewils/Kały
- Süssenrode/Młodnik
- Tauenzinow/Okoły
- Zedlitz/Grabice

### Gemeinde Oberglogau/Gmina Głogówek(okres Prudník)
Oficiální dvojjazyčnost od 1. prosince 2009:
- Alt Kuttendorf/Stare Kotkowice
- Blaschewitz/Błażejowice Dolne
- Deutsch Müllmen/Wierzch
- Dirschelwitz/Dzierżysławice
- Friedersdorf/Biedrzychowice
- Fröbel/Wróblin
- Golschowitz/Golszowice
- Kerpen/Kierpień
- Leschnig/Leśnik
- Malkowitz/Malkowice
- Mochau/Mochów
- Mutzkau/Mucków
- Neu Kuttendorf/Nowe Kotkowice
- Neuvorwerk/But
- Oberglogau/Głogówek
- Polnisch Müllmen/Mionów
- Repsch/Rzepcze
- Schwesterwitz/Zwiastowice
- Syßlau/Sysłów
- Twardawa/Twardawa
- Zowade/Zawada

### Gemeinde Proskau/Gmina Prószków(okres Opolí)
Oficiální dvojjazyčnost od 30. dubna 2010:
- Boguschütz/Boguszyce
- Chrzowitz/Chrzowice
- Chrzumczütz/Chrząszczyce
- Ellguth Proskau/Ligota Prószkowska
- Follwark/Folwark
- Gorek/Górki
- Gross Schimnitz/Zimnice Wielkie
- Jaschkowitz/Jaśkowice
- Klein Schimnitz/Zimnice Małe
- Neuhammer/Nowa Kuźnia
- Proskau/Prószków
- Winau/Winów
- Zlattnik/Złotniki
- Zlönitz/Źlinice

### Gemeinde Radlau/Gmina Radłów(okres Olesno)
Oficiální dvojjazyčnost od 22. prosince 2006:
- Alt Karmunkau/Stare Karmonki
- Bischdorf/Biskupice
- Ellguth/Ligota Oleska
- Friedrichswille/Kolonia Biskupska
- Kostellitz/Kościeliska
- Neu Karmunkau/Nowe Karmonki
- Psurow/Psurów
- Radlau/Radłów
- Sternalitz/Sternalice
- Wichrau/Wichrów
- Wollentschin/Wolęcin

Oficiální dvojjazyčnost od 29. prosince 2007:
- Strassenkrug/Biskupskie Drogi

### Gemeinde Rudnik/Gmina Rudnik(okres Ratiboř)
Oficiální dvojjazyčnost od 11. dubna 2008:
- Lubowitz/Łubowice

### Gemeinde Stubendorf/Gmina Izbicko(okres Strzelce)
Oficiální dvojjazyčnost od 20. května 2008:
- Boritsch/Borycz
- Grabow/Grabów
- Kroschnitz/Krośnica
- Ottmütz/Otmice
- Posnowitz/Poznowice
- Schedlitz/Siedlec
- Sprentschütz/Sprzęcice
- Stubendorf/Izbicko
- Sucho-Danietz/Suchodaniec
- Tschammer Ellguth/Ligota Czamborowa
- Zauche/Utrata

### Gemeinde Tarnau/Gmina Tarnów Opolski(okres Opolí)
Oficiální dvojjazyčnost od 14. dubna 2008:
- Konty/Kąty Opolskie
- Kossorowitz/Kosorowice
- Kupferberg/Miedziana
- Nakel/Nakło
- Przywor/Przywory
- Raschau/Raszowa
- Schulenburg/Walidrogi
- Tarnau/Tarnów Opolski

### Gemeinde Ujest/Gmina Ujazd(okres Strzelce)
Oficiální dvojjazyčnost od 19. listopadu 2008:
- Alt Ujest/Stary Ujazd
- Balzarowitz/Balcarzowice
- Jarischau/Jaryszów
- Kaltwasser/Zimna Wódka
- Klutschau/Klucz
- Niesdrowitz/Niezdrowice
- Nogowschütz/Nogowczyce
- Olschowa/Olszowa
- Schironowitz/Sieroniowice
- Ujest/Ujazd

### Gemeinde Walzen/Gmina Walce(okres Krapkowice)
Oficiální dvojjazyčnost od 3. června 2009:
- Broschütz/Brożec
- Dobersdorf/Dobieszowice
- Grocholub/Grocholub
- Kramelau/Kromołów
- Rosnochau/Rozkochów
- Schwärze/Ćwiercie
- Straduna/Stradunia
- Walzen/Walce
- Zabierzau/Zabierzów

### Gemeinde Zembowitz/Gmina Zębowice(okres Olesno)
Oficiální dvojjazyčnost od 19. listopadu 2008:
- Frei Kadlub/Kadłub Wolny
- Kneja/Knieja
- Lenke/Łąka
- Oschietzko/Osiecko
- Poscholkau/Poczołków
- Pruskau/Prusków
- Radau/Radawie
- Schiedlisk/Siedliska
- Zembowitz/Zębowice

### Gemeinde Zülz/Gmina Biała(okres Prudník)
Oficiální dvojjazyčnost od 24. listopadu 2008:
- Altsülz/Solec
- Bresnitz/Brzeźnica
- Dambine/Dębina
- Ellguth/Ligota Bialska
- Ernestinenberg/Górka Prudnicka
- Fronzke/Frącki
- Grabine/Grabina
- Groß Pramsen/Prężyna
- Josefsgrund/Józefów
- Kohlsdorf/Kolnowice
- Krobusch/Krobusz
- Legelsdorf/Ogiernicze
- Lonschnik/Łącznik
- Mokrau/Mokra
- Mühlsdorf/Miłowice
- Neudorf/Nowa Wieś Prudnicka
- Olbersdorf/Olbrachcice
- Ottok/Otoki
- Pogosch/Pogórze
- Probnitz/Browiniec Polski
- Radstein/Radostynia
- Rosenberg/Rostkowice
- Schartowitz/Czartowice
- Schelitz/Chrzelice
- Schmitsch/Śmicz
- Simsdorf/Gostomia
- Waschelwitz/Wasiłowice
- Wilkau/Wilków
- Ziabnik/Żabnik
- Zülz/Biała

### Gemeinde Opole/Gmina Popielów(okres Opolí)
Oficiální dvojjazyčnost od 30. září 2014:
- Sacken (Popelau)/Lubienia